# Storbritannien i olympiska sommarspelen 1992
Storbritannien deltog i de olympiska sommarspelen 1992 med en trupp bestående av 371 deltagare, som tillsammans vann 20 medaljer.

## Boxning
| Boxare                           | Gren                   | Sextondelsfinal          | Åttondelsfinal          | Kvartsfinal          | Semifinal            | Final                | Final     |
| Boxare                           | Gren                   | Motståndare Resultat     | Motståndare Resultat    | Motståndare Resultat | Motståndare Resultat | Motståndare Resultat | Placering |
| -------------------------------- | ---------------------- | ------------------------ | ----------------------- | -------------------- | -------------------- | -------------------- | --------- |
| Paul Ingle Lätt flugvikt         | Baba (GHA) W 9–7       | Choi (PRK) L 12–13       | Gick inte vidare        | Gick inte vidare     | Gick inte vidare     | Gick inte vidare     |           |
| Rowan Williams Flugvikt          | Bye                    | Ahialey (GHA) W 11–3     | Velasco (PHI) L 6-7     | Gick inte vidare     | Gick inte vidare     | Gick inte vidare     |           |
| Brian Carr Fjädervikt            | Reyes (ESP) L 10–22    | Gick inte vidare         | Gick inte vidare        | Gick inte vidare     | Gick inte vidare     | Gick inte vidare     |           |
| Robert Clarke Lättvikt           | Irwin (CAN) L RSCH     | Gick inte vidare         | Gick inte vidare        | Gick inte vidare     | Gick inte vidare     | Gick inte vidare     |           |
| Peter Richardson Lätt weltervikt | Forrest (USA) W 14-3   | Altankhuyag (MGL) W 21-4 | Doroftei (ROM) L 20–7   | Gick inte vidare     | Gick inte vidare     | Gick inte vidare     |           |
| Adrian Dodson Weltervikt         | Kawakami (JPN) W RSC-3 | Vaştag (ROM) L 5–6       | Gick inte vidare        | Gick inte vidare     | Gick inte vidare     | Gick inte vidare     |           |
| Robin Reid Lätt mellanvikt       | Thomas (BAH) W KO-1    | Maleckis (LTU) W 10–3    | Klemetsen (NOR) W 20–10 | Delibaş (NED) L 3–8  | Gick inte vidare     |                      |           |
| Mark Edwards Mellanvikt          | Byrd (USA) L 3–21      | Gick inte vidare         | Gick inte vidare        | Gick inte vidare     | Gick inte vidare     | Gick inte vidare     |           |
| Stephen Wilson Lätt tungvikt     | Bye                    | Masoe (ASA) W 12–3       | Zaulichniy (EUN) L 0-13 | Gick inte vidare     | Gick inte vidare     | Gick inte vidare     |           |
| Paul Lawson Tungvikt             | Nicholson (USA) L 2–10 | Gick inte vidare         | Gick inte vidare        | Gick inte vidare     | Gick inte vidare     | Gick inte vidare     |           |

## Brottning
| Brottare     | Gren                | Inledande omgång 1                   | Inledande omgång 2           | Inledande omgång 3   | Inledande omgång 4   | Inledande omgång 5   | Final                |
| Brottare     | Gren                | Motståndare Resultat                 | Motståndare Resultat         | Motståndare Resultat | Motståndare Resultat | Motståndare Resultat | Motståndare Resultat |
| ------------ | ------------------- | ------------------------------------ | ---------------------------- | -------------------- | -------------------- | -------------------- | -------------------- |
| Calum McNeil | Fjädervikt, fristil | Townsend Saunders (USA) 0 – 3, 0 – 5 | Ibo Oziti (NGR) 0 – 3, 0 – 4 | Gick inte vidare     | Gick inte vidare     | Gick inte vidare     | Gick inte vidare     |

## Bågskytte
Herrar
| Idrottare                                      | Gren                   | Rankningsrunda | Rankningsrunda | Sextondelsfinal            | Åttondelsfinal           | Kvartsfinal           | Semifinal             | Bronsmatch           | Bronsmatch |
| Idrottare                                      | Gren                   | Poäng          | Seed           | Motståndare Resultat       | Motståndare Resultat     | Motståndare Resultat  | Motståndare Resultat  | Motståndare Resultat | Placering  |
| ---------------------------------------------- | ---------------------- | -------------- | -------------- | -------------------------- | ------------------------ | --------------------- | --------------------- | -------------------- | ---------- |
| Steven Hallard                                 | Herrarnas individuella | 1285           | 23             | Gammelgaard (DEN) W 103–98 | Grov (NOR) L 99–104      | Gick inte vidare      | Gick inte vidare      | Gick inte vidare     | 13         |
| Richard Priestman                              | Herrarnas individuella | 1257           | 41             | Gick inte vidare           | Gick inte vidare         | Gick inte vidare      | Gick inte vidare      | Gick inte vidare     | 41         |
| Simon Terry                                    | Herrarnas individuella | 1291           | 20             | Anchondo (MEX) W 105–94    | Yesheyev (EUN) W 104–102 | Barrs (USA) W 108–108 | Chung (KOR) L 102–108 | Grov (NOR) W 109–103 |            |
| Steven Hallard, Richard Priestman, Simon Terry | Herrarnas lagtävling   | 3833           | 6              | N/A                        | Tyskland W 233–231       | Australien W 242–236  | Spanien L 234–236     | Frankrike W 233–231  |            |

Damer
| Idrottare                                      | Gren                  | Rankningsrunda | Rankningsrunda | Sextondelsfinal           | Åttondelsfinal        | Kvartsfinal          | Semifinal            | Final                | Final     |
| Idrottare                                      | Gren                  | Poäng          | Seed           | Motståndare Resultat      | Motståndare Resultat  | Motståndare Resultat | Motståndare Resultat | Motståndare Resultat | Placering |
| ---------------------------------------------- | --------------------- | -------------- | -------------- | ------------------------- | --------------------- | -------------------- | -------------------- | -------------------- | --------- |
| Joanne Edens                                   | Damernas individuella | 1264           | 36             | Gick inte vidare          | Gick inte vidare      | Gick inte vidare     | Gick inte vidare     | Gick inte vidare     | 36        |
| Sylvia Harris                                  | Damernas individuella | 1230           | 46             | Gick inte vidare          | Gick inte vidare      | Gick inte vidare     | Gick inte vidare     | Gick inte vidare     | 46        |
| Alison Williamson                              | Damernas individuella | 1223           | 8              | Verstegen (NED) W 107–100 | Bonal (FRA) L 107–108 | Gick inte vidare     | Gick inte vidare     | Gick inte vidare     | 8         |
| Joanne Edens, Sylvia Harris, Alison Williamson | Damernas lagtävling   | 3817           | 9              | N/A                       | Sverige L 229–239     | Gick inte vidare     | Gick inte vidare     | Gick inte vidare     | 13        |

## Cykling

### Landsväg
| Cyklist          | Gren                | Tid     | Placering |
| ---------------- | ------------------- | ------- | --------- |
| David Cook       | Herrarnas linjelopp | 4:35,56 | 60        |
| Simeon Hempsall  | 4:35,56             | 36      |           |
| Matthew Stephens | 4:35,56             | 61      |           |
| Sally Hodge      | Damernas linjelopp  | 2:05,03 | 24        |
| Louise Jones     | 2:08,13             | 40      |           |
| Marie Purvis     | 2:.14,10            | 45      |           |

### Bana
Points races
| Cyklist          | Gren                | Poäng | Placering |
| ---------------- | ------------------- | ----- | --------- |
| Simon Lillestone | Herrarnas poänglopp | 5     | 18        |

## Friidrott
Herrar
Herrarnas 200 meter
- Linford Christie
  - Final — 9,96 (→ Guld)

- Marcus Adam
  - Kvartsfinal — 10,35

Herrarnas 200 meter
- John Regis
  - Final — 20,55 (→ 6:e plats)

- Marcus Adam
  - Final — 20,80 (→ 8:e plats)

- Linford Christie
  - Semifinal — 20,38

Herrarnas 400 meter
- David Grindley
  - Final — 44,75 (→ 6:e plats)

- Roger Black
  - Semifinal — 44,72

- Derek Redmond
  - Semifinal — DNF

Herrarnas 800 meter
- Curtis Robb
  - Final — 1:45,57 (→ 6:e plats)

- Tom McKean
  - Semifinal — 1:48,77

- Steve Heard
  - Semifinal — 1:46,19

Herrarnas 1 500 meter
- Kevin McKay
  - Semifinal — 3:40,80

- Matthew Yates
  - Semifinal — 3:40,53

- Steve Crabb
  - Heat — 3:41,00

Herrarnas 5 000 meter
- Rob Denmark
  - Heat — 13:22,41
  - Final — 13:27,76 (→ 7:e plats)

- Jack Buckner
  - Heat — 13:37,14 (→ gick inte vidare)

- Ian Hamer
  - Heat — 13:40,20 (→ gick inte vidare)

Herrarnas 10 000 meter
- Paul Evans
  - Heat — 28:15,70
  - Final — 28:29,83 (→ 11:e plats)

- Richard Nerurkar
  - Heat — 28:24,35
  - Final — 28:48,48 (→ 17:e plats)

- Eamonn Martin
  - Heat — 29:35,65 (→ gick inte vidare)

Herrarnas 4 x 400 meter stafett
- Mark Richardson, Kriss Akabusi, Roger Black och Duaine Ladejo
  - Heat — 3:01,20
- Roger Black, David Grindley, Kriss Akabusi och John Regis
  - Final — 2:59,73 (→  Brons)

Herrarnas maraton
- Steve Brace — 2:17,49 (→ 27:e plats)

- Dave Long — 2:20,51 (→ 39:e plats)

- Paul Davies-Hale — 2:21,15 (→ 41:a plats)

Herrarnas 400 meter häck
- Kriss Akabusi
  - Heat — 49,49
  - Semifinal — 48,01
  - Final — 47,82 (→  Brons)

- Max Robertson
  - Heat — DNF (→ gick inte vidare, ingen placering)

Herrarnas 20 kilometer gång
- Chris Maddocks — 1:28:45 (→ 16:e plats)
- Andrew Penn — 1:31:40 (→ 23:e plats)

Herrarnas 50 kilometer gång
- Les Morton — 4:09:34 (→ 21:a plats)
- Paul Blagg — 4:23:10 (→ 30:e plats)

Herrarnas längdhopp
- Mark Forsythe
  - Kval — 7,71 m (→ gick inte vidare)

Herrarnas tresteg
- Francis Agyepong
  - Kval — 16,55 m (→ gick inte vidare)

- Julian Golley
  - Kval — 16,18 m (→ gick inte vidare)

- Jonathan Edwards
  - Kval — 15,76 m (→ gick inte vidare)

Herrarnas spjutkastning
- Steve Backley
  - Kval — 80,76 m
  - Final — 83,38 m (→  Brons)

- Michael Hill
  - Kval — 79,66 m
  - Final — 75,50 m (→ 11:e plats)

- Nigel Bevan
  - Kval — 72,78 m (→ gick inte vidare)

Herrarnas släggkastning
- Paul Head
  - Kval — 69,58 m (→ gick inte vidare)

Herrarnas diskuskastning
- Simon Williams
  - Kval — 53,12 m (→ gick inte vidare)

Herrarnas kulstötning
- Paul Edwards
  - Kval — 19,03 m (→ gick inte vidare)

Damer
Damernas 800 meter
- Lorraine Baker
  - Heat — 2:00,50
  - Semifinal — 2:02,17 (→ gick inte vidare)

- Diane Edwards
  - Heat — 2:00,39
  - Semifinal — 2:04,32 (→ gick inte vidare)

- Paula Fryer
  - Heat — 2:02,72 (→ gick inte vidare)

Damernas 10 000 meter
- Liz McColgan
  - Heat — 32:07,25
  - Final — 31:26,11 (→ 5:e plats)

- Jill Hunter
  - Heat — 32:18,34
  - Final — 31:46,49 (→ 10:e plats)

- Andrea Wallace
  - Heat — 34:29,47 (→ gick inte vidare)

Damernas 400 meter häck
- Sally Gunnell
  - Heat — 54,98
  - Semifinal — 53,78
  - Final — 53,23 (→  Guld)

- Gowry Retchakan
  - Heat — 55,62
  - Semifinal — 54,63 (→ gick inte vidare)

- Louise Fraser
  - Heat — 57,49 (→ gick inte vidare)

Damernas 10 kilometer gång
- Betty Sworowski
  - Final — 50:14 (→ 32:a plats)

- Lisa Langford
  - Final — 51:44 (→ 35:e plats)

- Vicky Lupton
  - Final — DSQ (→ ingen placering)

Damernas maraton
- Sally Eastall — 2:41,20 (→ 13:e plats)

- Véronique Marot — 2:42,55 (→ 16:e plats)

- Sally Ellis — 2:54,41 (→ 27:e plats)

Damernas höjdhopp
- Debbie Marti
  - Kval — 1,92 m
  - Final — 1,91 m (→ 9:e plats)

- Jo Jennings
  - Kval — 1,86 m (→ gick inte vidare)

Damernas diskuskastning
- Jackie McKernan
  - Heat — 51,94m (→ gick inte vidare)

Damernas längdhopp
- Oluyinka Idowu
  - Heat — 6,29 m (→ gick inte vidare)

- Joanne Wise
  - Heat — 5,87 m (→ gick inte vidare)

## Fäktning
Herrarnas florett
- Jonathan Davis
- Bill Gosbee
- Donnie McKenzie

Herrarnas florett, lag
- Jonathan Davis, Bill Gosbee, Donnie McKenzie, Tony Bartlett

Herrarnas värja
- Steven Paul

Herrarnas sabel
- Kirk Zavieh
- Ian Williams
- Gary Fletcher

Herrarnas sabel, lag
- Kirk Zavieh, Ian Williams, Gary Fletcher, James Williams, Amin Zahir

Damernas florett
- Fiona McIntosh
- Linda Strachan
- Julia Bracewell

Damernas florett, lag
- Fiona McIntosh, Linda Strachan, Julia Bracewell, Amanda Ferguson, Sarah Mawby

## Gymnastik

### Artistisk
Herrar
| Gymnast                                                                         | Gren                            | Redskap          | Redskap                | Redskap               | Redskap            | Redskap          | Redskap          | Kval     | Kval      | Final            | Final            |
| Gymnast                                                                         | Gren                            | Hopp (placering) | Fristående (placering) | Bygelhäst (placering) | Ringar (placering) | Barr (placering) | Räck (placering) | Totalt   | Placering | Totalt           | Placering        |
| ------------------------------------------------------------------------------- | ------------------------------- | ---------------- | ---------------------- | --------------------- | ------------------ | ---------------- | ---------------- | -------- | --------- | ---------------- | ---------------- |
| Terry Bartlett                                                                  | Herrarnas individuella mångkamp | 18,600 (74T)     | 18,975 (47T)           | 16,625 (90)           | 18, (79)           | 18,650 (67T)     | 18,925 (53T)     | 110,275  | 82        | Gick inte vidare | Gick inte vidare |
| Paul Bowler                                                                     | Herrarnas individuella mångkamp | 18,825 (55T)     | 9,525 (90)             | 9,000 (92)            | 9,550 (92)         | 9,150 (93)       | 9,450 (92)       | 65,500   | 92        | Gick inte vidare | Gick inte vidare |
| Marvin Campbell                                                                 | Herrarnas individuella mångkamp | 18,450 (87T)     | 18,525 (77T)           | 17,200 (89)           | 18,450 (82)        | 17,200 (91)      | 17,150 (91)      | 106,975  | 88        | Gick inte vidare | Gick inte vidare |
| David Cox                                                                       | Herrarnas individuella mångkamp | 18,675 (67T)     | 18,550 (75T)           | 18,275 (84T)          | 17,575 (87)        | 17,600 (89)      | 18,200 (83T)     | 108,875  | 85        | Gick inte vidare | Gick inte vidare |
| James May                                                                       | Herrarnas individuella mångkamp | 19,175 (11T)     | 19,025 (40T)           | 19,025 (45T)          | 18,700 (59T)       | 18,900 (46T)     | 18,400 (79)      | 113,225  | 49 Q      | 56,350           | 33T              |
| Neil Thomas                                                                     | Herrarnas individuella mångkamp | 19,175 (11T)     | 19,350 (13T)           | 19,175 (32T)          | 19,025 (31T)       | 18,925 (43T)     | 19,025 (46T)     | 57,050 Q | 20T       | 114,675          | 29               |
| Terry Bartlett, Paul Bowler, Marvin Campbell, David Cox, James May, Neil Thomas | Herrarnas lagmångkamp           | n/a              | n/a                    | n/a                   | n/a                | n/a              | n/a              | n/a      | n/a       | 558,100          | 12               |

Damer
| Gymnast        | Gren                           | Redskap          | Redskap                | Redskap          | Redskap         | Kval   | Kval      | Final            | Final            |
| Gymnast        | Gren                           | Hopp (placering) | Fristående (placering) | Barr (placering) | Bom (placering) | Totalt | Placering | Totalt           | Placering        |
| -------------- | ------------------------------ | ---------------- | ---------------------- | ---------------- | --------------- | ------ | --------- | ---------------- | ---------------- |
| Julia Footer   | Damernas individuella mångkamp | 19,449 (60)      | 19,125 (66)            | 19,237 (60)      | 18,574 (78)     | 76,385 | 67        | Gick inte vidare | Gick inte vidare |
| Rowena Roberts | Damernas individuella mångkamp | 19,174 (85)      | 18,987 (74T)           | 18,612 (84)      | 18,562 (79)     | 75,335 | 85        | Gick inte vidare | Gick inte vidare |

### Rytmisk
| Gymnast           | Gren                                    | Kval     | Kval  | Kval   | Kval  | Kval   | Kval      | Final            | Final            | Final            | Final            | Final            | Final     |
| Gymnast           | Gren                                    | Tunnband | Ring  | Käglor | Boll  | Totalt | Placering | Tunnband         | Ring             | Käglor           | Boll             | Totalt           | Placering |
| ----------------- | --------------------------------------- | -------- | ----- | ------ | ----- | ------ | --------- | ---------------- | ---------------- | ---------------- | ---------------- | ---------------- | --------- |
| Viva Seifert      | Damernas individuella mångkamp, rytmisk | 8,950    | 9,150 | 8,650  | 9,025 | 35,775 | 29        | Gick inte vidare | Gick inte vidare | Gick inte vidare | Gick inte vidare | Gick inte vidare | 29        |
| Deborah Southwick | Damernas individuella mångkamp, rytmisk | 9,200    | 8,850 | 9,025  | 9,075 | 36,150 | 22        | Gick inte vidare | Gick inte vidare | Gick inte vidare | Gick inte vidare | Gick inte vidare | 22        |

## Landhockey
Herrar
Gruppspel
| Lag            | P | W | D | L | GF | GA | GD  | Poäng |
| -------------- | - | - | - | - | -- | -- | --- | ----- |
| Australien     | 5 | 4 | 1 | 0 | 20 | 2  | +18 | 9     |
| Tyskland       | 5 | 4 | 1 | 0 | 16 | 4  | +12 | 9     |
| Storbritannien | 5 | 3 | 0 | 2 | 7  | 10 | –3  | 6     |
| Indien         | 5 | 2 | 0 | 3 | 4  | 8  | –4  | 4     |
| Argentina      | 5 | 1 | 0 | 4 | 3  | 12 | –9  | 2     |
| Egypten        | 5 | 0 | 0 | 5 | 4  | 18 | –14 | 0     |

Damer
Gruppspel
| Lag            | Spelade | W | D | L | GF | GA | GD | Poäng |
| -------------- | ------- | - | - | - | -- | -- | -- | ----- |
| Sydkorea       | 3       | 2 | 0 | 1 | 8  | 3  | +5 | 4     |
| Storbritannien | 3       | 2 | 0 | 1 | 7  | 5  | +2 | 4     |
| Nederländerna  | 3       | 2 | 0 | 1 | 4  | 3  | +1 | 4     |
| Nya Zeeland    | 3       | 0 | 0 | 3 | 2  | 10 | –8 | 0     |

Slutspel
|  | Semifinaler    | Semifinaler    |   |                | Final      | Final |  |
|  |                |                |   |                |            |       |  |
|  | 4 augusti 1992 |                |   |                |            |       |  |
|  | Spanien        | 2              |   |                |            |       |  |
|  | Sydkorea       | 1              |   |                |            |       |  |
|  |                |                |   |                |            |       |  |
|  |                |                |   |                | 7 augusti  |       |  |
|  |                |                |   |                | Spanien    | 2     |  |
|  |                | Tyskland       | 1 |                |            |       |  |
|  |                |                |   |                |            |       |  |
|  |                |                |   |                |            |       |  |
|  |                |                |   |                | Bronsmatch |       |  |
|  | 4 augusti 1992 | 4 augusti 1992 |   | 7 augusti      | 7 augusti  |       |  |
|  | Tyskland       | 2              |   | Storbritannien | 4          |       |  |
|  | Storbritannien | 1              |   |                | Sydkorea   | 3     |  |

## Modern femkamp
| Idrottare                                          | Gren                | Skytte   | Skytte | Fäktning | Fäktning | Simning | Simning | Ridning | Ridning    | Ridning        | Ridning | Löpning | Löpning | Totalpoäng | Placering |
| Idrottare                                          | Gren                | Resultat | Poäng  | W/L      | Poäng    | Tid     | Poäng   | Tid     | Tidsstraff | Rivningsstraff | Poäng   | Tid     | Poäng   | Totalpoäng | Placering |
| -------------------------------------------------- | ------------------- | -------- | ------ | -------- | -------- | ------- | ------- | ------- | ---------- | -------------- | ------- | ------- | ------- | ---------- | --------- |
| Graham Brookhouse                                  | Individuell tävling | 183      | 1015   | W32      | 762      | 3:16,1  | 1304    | 1:32,5  | 0          | 30             | 1070    | 13:28,3 | 1141    | 5292       | 8         |
| Dominic Mahoney                                    | Individuell tävling | 175      | 895    | W34      | 796      | 3:36,5  | 1140    | 1:27,7  | 0          | 60             | 1040    | 13:21,5 | 1162    | 5033       | 36        |
| Richard Phelps                                     | Individuell tävling | 177      | 925    | W42      | 932      | 3:15,3  | 1312    | 1:40,5  | 0          | 200            | 900     | 13:16,6 | 1177    | 5246       | 13        |
| Graham Brookhouse, Dominic Mahoney, Richard Phelps | Lagtävling          | n/a      | 2835   | n/a      | 2490     | n/a     | 3756    | n/a     | n/a        | n/a            | 3010    | n/a     | 3480    | 15571      | 6         |

## Rodd
Herrarnas singelsculler
- Wade Hall-Craggs
  - (→ 14:e plats)

Herrarnas tvåa utan styrman
- Matthew Pinsent, Steven Redgrave
  - (→  Guld)

Herrarnas tvåa med styrman
- Greg Searle, Jonathon Searle, Garry Herbert
  - (→  Guld)

Herrarnas scullerfyra
- R Brown, Peter Haining, M Harris, Guy Pooley
  - (→ 13:e plats)

Herrarnas fyra utan styrman
- Sal Hassan, Richard Stanhope, John Garrett, G B Stewart
  - (→ 7:e plats)

Herrarnas fyra med styrman
- P R Mulkerrins, Simon Berrisford, N Burfitt, T G Dillon, J Deakin
  - (→ 9:e plats)

Herrarnas åtta med styrman
- Martin Cross, J D C Walker, B Hunt-Davis, J G Singfield, Rupert Obholzer, R C Phelps, S Turner, Tim Foster, Adrian Ellison
  - (→ 6:e plats)

Damernas singelsculler
- P Reid
  - (→ 9:e plats)

Damernas dubbelsculler
- A Eyres, Alison Gill
  - (→ 5:e plats)

Damernas tvåa utan styrman
- Joanne Turvey, Miriam Batten
  - (→ 5:e plats)

Damernas fyra utan styrman
- A Barnett, K Thomas, S Kirk, Gillian Lindsay
  - (→ 8:e plats)

Damernas åtta med styrman
- F Freckleton, P Cross, D Blackie, S Smith, K Grose, R Hirst, K Marwick, K Brownlow, A Paterson
  - (→ 7:e plats)

## Segling
Herrarnas lechner
- Barrie Edgington
  - Slutlig placering — 156,0 poäng (→ 12:e plats)

Damernas lechner
- Penny Way
  - Slutlig placering — 99,4 poäng (→ 6:e plats)

Damernas 470
- Debbie Jarvis och Sue Carr
  - Slutlig placering — 97 poäng (→ 12:e plats)

## Simhopp
Herrar
| Hoppare    | Gren           | Kval   | Kval      | Final            | Final     |
| Hoppare    | Gren           | Poäng  | Placering | Poäng            | Placering |
| ---------- | -------------- | ------ | --------- | ---------------- | --------- |
| Bob Morgan | Herrarnas 3 m  | 366,66 | 15        | Gick inte vidare | 15        |
| Bob Morgan | Herrarnas 10 m | 384,09 | 11 Q      | 568,59           | 5         |

Damer
| Hoppare      | Gren          | Kval   | Kval      | Final            | Final     |
| Hoppare      | Gren          | Poäng  | Placering | Poäng            | Placering |
| ------------ | ------------- | ------ | --------- | ---------------- | --------- |
| Naomi Bishop | Damernas 3 m  | 261,81 | 19        | Gick inte vidare | 19        |
| Hayley Allen | Damernas 10 m | 292,77 | 8 Q       | 317,85           | 12        |
| Lesley Ward  | Damernas 10 m | 242,16 | 25        | Gick inte vidare | 25        |

## Tennis
Herrar
| Spelare                        | Gren       | Omgång 1                         | Omgång 2                             | Åttondelsfinaler  | Kvartsfinaler     | Semifinaler       | Final / BM        | Final / BM       |
| Spelare                        | Gren       | Motståndare Poäng                | Motståndare Poäng                    | Motståndare Poäng | Motståndare Poäng | Motståndare Poäng | Motståndare Poäng | Placering        |
| ------------------------------ | ---------- | -------------------------------- | ------------------------------------ | ----------------- | ----------------- | ----------------- | ----------------- | ---------------- |
| Andrew Castle                  | Herrsingel | Bruguera (ESP) L 1–6, 2–6, 3–6   | Gick inte vidare                     | Gick inte vidare  | Gick inte vidare  | Gick inte vidare  | Gick inte vidare  | Gick inte vidare |
| Chris Wilkinson                | Herrsingel | El Aynaoui (MAR) L 4–6, 1–6, 5–7 | Gick inte vidare                     | Gick inte vidare  | Gick inte vidare  | Gick inte vidare  | Gick inte vidare  | Gick inte vidare |
| Andrew Castle, Chris Wilkinson | Herrdubbel | N/A                              | Frana, Minussi (ARG) L 3–6, 4–6, 6–7 | Gick inte vidare  | Gick inte vidare  | Gick inte vidare  | Gick inte vidare  | Gick inte vidare |

Damer
| Spelare               | Gren      | Omgång 1                     | Omgång 2                             | Åttondelsfinaler  | Kvartsfinaler     | Semifinaler       | Final / BM        | Final / BM       |
| Spelare               | Gren      | Motståndare Poäng            | Motståndare Poäng                    | Motståndare Poäng | Motståndare Poäng | Motståndare Poäng | Motståndare Poäng | Placering        |
| --------------------- | --------- | ---------------------------- | ------------------------------------ | ----------------- | ----------------- | ----------------- | ----------------- | ---------------- |
| Sara Gomer            | Damsingel | Smith (GBR) L 6–2, 3–6, 1–6  | Gick inte vidare                     | Gick inte vidare  | Gick inte vidare  | Gick inte vidare  | Gick inte vidare  | Gick inte vidare |
| Monique Javer         | Damsingel | Paulus (AUT) L 7–6, 4–6, 3–6 | Gick inte vidare                     | Gick inte vidare  | Gick inte vidare  | Gick inte vidare  | Gick inte vidare  | Gick inte vidare |
| Samantha Smith        | Damsingel | Gomer (GBR) W 2–6, 6–3, 6–1  | Zvereva (EUN) L 1–6, 2–6             | Gick inte vidare  | Gick inte vidare  | Gick inte vidare  | Gick inte vidare  | Gick inte vidare |
| Sam Smith, Clare Wood | Damdubbel | N/A                          | Garrone, Reggi (ITA) L 7–5, 1–6, 3–6 | Gick inte vidare  | Gick inte vidare  | Gick inte vidare  | Gick inte vidare  | Gick inte vidare |